# Kalimba (jeu vidéo)
Pour les articles homonymes, voir Kalimba (homonymie).
Kalimba, anciennement Project Totem, est un jeu de plates-formes et de réflexion sorti en décembre 2014 sur Xbox One et en janvier 2015 sur Microsoft Windows. Il est développé et édité par Press Play.

## Accueil
- Jeuxvideo.com : 15/20[2]